# Пантер

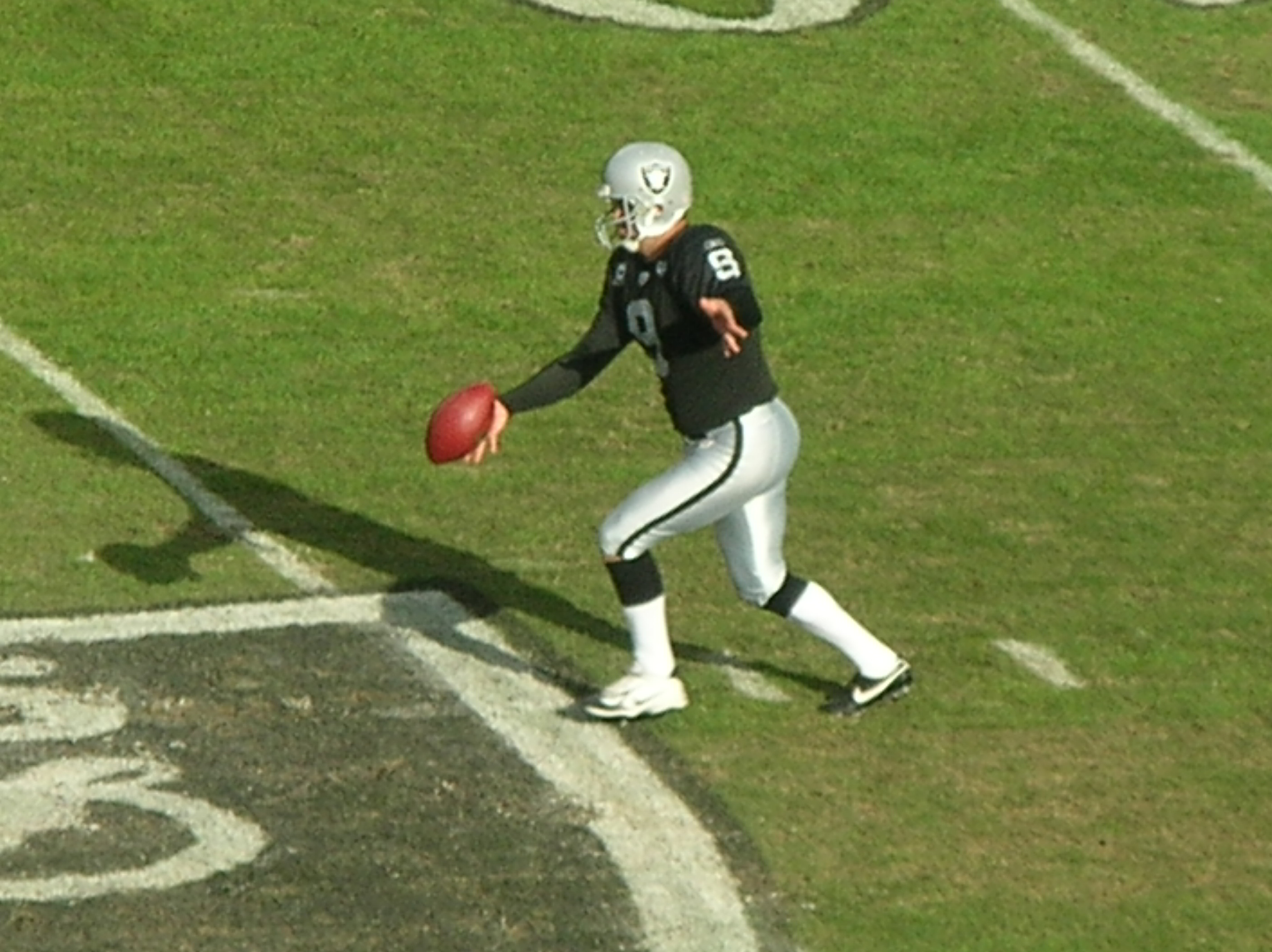
Пантер наносит удар по мячу

Па́нтер (англ. Punter) (P) — позиция игрока в американском футболе.

## Функции
Пантер входит в состав спецкоманды. Игрок расположен в 7-8 ярдах за пределом линии. Его основная задача — словить мяч, брошенный лонг снэппером и совершить пант (англ. Punt), то есть — ударить ногой по мячу, выпущенному из рук. Удар должен производиться в сторону зачетной зоны оппонента. Обычно, пант пробивается на 4 дауне — чтобы максимально отдалить начало розыгрыша соперника от своей зачетной зоны.
В других лигах, в отличие от НФЛ, функции пантера исполняет киккер.